# Darling (Missisipi)
Darling – jednostka osadnicza w Stanach Zjednoczonych, w stanie Missisipi, w hrabstwie Quitman.